# 聖闘士星矢 ギガントマキア
『聖闘士星矢 ギガントマキア』（セイントセイヤ ギガントマキア）は、車田正美の漫画作品『聖闘士星矢』を原作としたオリジナル小説。著者は浜崎達也。
『聖闘士星矢』のアナザーストーリーを描いたアクション小説。星矢ら原作の主要人物5人も登場するが、実質的な主人公はオリジナルキャラクターの盟である。
「多くの聖闘士は本名を捨てている」「聖衣の総数は88とは限らず、はっきりしていない」などの新解釈が提示されている。時代設定は十二宮編よりも後の夏の夜であると語られているが、著者自身が廉価版コミックスのインタビューで「本作はパラレルというより、偽伝である」「星矢という作品の一つの解釈であり、公式設定に付け加えられるものではない」と明言している。

## あらすじ
はるか神話の時代にアテナと闘って封印された邪悪な巨人族・ギガスが現代に甦った。星矢たちは聖域の密偵を名乗る異母兄弟・盟の案内で調査のためにシチリアへ向かうが、ギガスの邪神テュポンの傀儡となっていた盟の裏切りに遭う。絶体絶命の危機をアテナの愛、そして盟の守護星座の髪の毛座の聖衣が救う。新たな聖闘士の誕生の時、そして宿命の聖闘士である盟の闘いの始まりの時だった。

## 登場人物

### 聖闘士
髪の毛座（コーマ）の盟（メイ）
出身地：日本。修行地：シチリア。技：ロストチルドレン
城戸光政の嫡男で、本来なら彼こそが城戸家の継承者。だが異母兄弟である星矢たちの過酷な運命を知り、自ら城戸の名を捨てて聖闘士への道を選んだ。師は黄金聖闘士のデスマスク。十二宮戦でデスマスクが死んだために師から聖闘士の称号を得られなかったと称するが、実は聖衣入手のためのエトナ火山での試練で巨神テュポンに憑依されていた。聖域の密偵を名乗って星矢たちの前に現れ、テュポンの傀儡として星矢たちを苦しめるが、テュポンがエンケラドスの肉体に転移したために呪縛から解放され、エトナ火山に封印されていた漆黒の聖衣を手に入れ、黄金・白銀・青銅のいずれの階級にも属さない、巨神テュポン封印の宿命を負った異端の聖闘士となる。
デスマスクとの師弟仲は良好だったようで、彼の行いを知ってもなお師匠として慕っている。
なお髪の毛座の聖衣は、形状を描写する記述がわずかにあるのみで、挿絵などはない。
祭壇星座（アルター）のニコル
聖域で教皇を補佐する助祭長で、白銀聖闘士。サガの乱の後は教皇不在の聖域で教皇代理として内務を取り仕切り、聖闘士たちの指揮をとる。紫龍を次世代の教皇になりえる器を持っていると見ている。百頭竜のラドンにより胸を貫かれ絶命。
盟と同様に聖衣の形状は描かれていないが、書籍『聖闘士星矢大全』にオブジェ形態の想像図が、『聖闘士星矢 THE LOST CANVAS 冥王神話』コミックス20巻に分解装着図が掲載されている。
六分儀星座（セクスタンス）のユーリ
聖域の助司祭を務める女聖闘士で、青銅聖闘士。魔鈴らと同様、女聖闘士の定めに従い仮面で素顔を隠している上、聖闘士への道を選んだ際に過去を捨てたため、ユーリの名も聖闘士としての偽名である。主に天文台で星々の動向によって世の吉凶を見定めるのが役目。天文台で誘拐されテュポンの神殿で監禁されているところを星矢たちに救出されるが、魯鈍のパラスに殺害されてしまう。

### ギガス
自らを大地の子と名乗り、古のアテナの聖闘士と戦い、エトナ山、大地（ガイア）と冥界（タルタロス）の狭間に封印されていた巨人族と、末弟であり崇められる神テュポン。人間とは決して相容れることのない敵対種同士である。その身体は天を見上げる程ではないが、それでも人間よりも巨体で肉体の強靭さや身体能力は遥かに凌駕し金剛衣（アダマース）を身に纏う。その戦いはギガントマキアと呼ばれる。のちに『聖闘士星矢EPISODE.G』でもギガス九兵神が登場し、同様にギリシア神話のギガスを由来としているが、それぞれの作品の設定は異なる。
テュポン
ギガスたちが奉じる古の邪神。闇色のダイヤモンドの金剛衣を纏う。仮初の肉体は右半身は無限なる大地の炎で左半身は虚ろな兇風が取り巻き雷を帯びている。神の側面の一つ畏怖を具神した満たされない破壊の意志を宿す存在。聖闘士の小宇宙と血を生け贄として復活をもくろむ。盟やエンケラドスの肉体に憑依し、さらに極上の生け贄として瞬を誘拐し、エキドナに孕ませた真の肉体で完全な復活を目論むが、一輝の鳳翼天翔でその肉体を焼き尽くされ、テュポンの傀儡から逃れた盟に再び封印された。
エキドナ
テュポンの妻で最後のギガスの女。下半身はマムシ。テュポンの真の肉体を孕まされるが、一輝によりテュポンの肉体ごと焼き尽くされる。
魯鈍（ろどん）のパラス
技：パベットクロウ
テュポンの四兄の1人。せむし男のように曲がった背筋、異様に長い腕と奇怪な体躯を持つ。暗紅色のカーネリアンの金剛衣を纏い、両手の五指には敵を斬り刻む鉤爪を備える。アグリオス、トアスらと共にテュポンに自らの肉体、小宇宙を捧げる。
蛮力（ばんりき）のアグリオス
技：クラッグプレス
テュポンの四兄の1人。闇色のラピスラズリの金剛衣を纏う。身長2メートル半にもおよぶ巨漢で、その巨体に相応しい豪腕を誇り全身に鋲を打たれた重厚な金剛衣の装甲で巨獣のような突進攻撃を繰り出す。パラス、トアスらと共にテュポンに自らの肉体、小宇宙を捧げる。
迅雷（じんらい）のトアス
技：スティグマ、アヴェンジャーショット
テュポンの四兄の1人。闇色のマラカイトの金剛衣を纏う。アグリオスには劣るものの、かなりの長身。瞬の星雲鎖の防御本能をも上回る超高速移動、指突攻撃、雷の槍如き迅雷の拳の使い手。アグリオス、パラスらと共にテュポンに自らの肉体、小宇宙を捧げる。
喊声（かんせい）のエンケラドス
テュポンの四兄の1人で、ギガスの大祭司。闇色のトパーズの金剛衣を纏い、オーガを象ったマスクを被る。強力な衝撃波の使い手。盟の肉体を捨てたテュポンに、自らの肉体を捧げた。
魔双犬（まそうけん）のオルトロス
技：サフィロスエネドラー
テュポンの3人の子の1人。闇色のスターサファイアの金剛衣を纏い、金剛衣の両肩のパーツは魔犬を象っている。ホッキョクグマのように重量級の肉体の持ち主で、その体での突進攻撃を隠れ蓑として、強力な念動力で両肩の魔犬パーツを操って遠隔攻撃を繰り出す。
合成獣（ごうせいじゅう）のキマイラ
技：アクスクラックス
テュポンの3人の子の1人。2メートルを超える巨躯で、闇色のスタールビーの金剛衣を纏う。右手に毒蛇を象った剣、左には悪魔のような角山羊の盾、獅子を象ったマスクを纏い、背中にはコウモリ状の翼を備えている。灼熱の金剛衣とノコギリ状の剣身で敵を焼き斬る。
百頭竜（ひゃくとうりゅう）のラドン
技：ポリオルキア
テュポンの3人の子の1人。闇色のオパールの金剛衣を纏う。本来ラドンとは龍星座のモチーフとなった怪物の名で、紫龍とは同じ守護星座を持ちながら、異なる神を頂いた宿敵同士にあたる。精神攻撃の使い手。

## 用語解説
金剛衣（アダマース）
ギガスが身に纏う大地の鎧。妖しく濁ったクリスタルの輝きを放ち、多面体で構成された結晶状の外観で、聖闘士の聖衣の素材であるオリハルコンをも凌駕する強度を持つ。
地炎（プレグラ）
ギガスを加護する結界で、その中では金剛衣を纏わない者はダメージを回復することができず、そればかりか小宇宙を燃やせば燃やすほど結界に小宇宙を奪われてしまい、その技は威力を減らしてしまう。
ギガントマキア
神々とギガス、人類と巨人達との種の存亡を賭けた戦い。それぞれの信じる神と共に戦う聖戦には含まれない、血で血を洗う「歴史に残す意義のない戦い」とされているため、記録はほとんど残っていない聖闘士にとって不名誉な戦い。それは最も原始的な戦い、種の存在への足掻き、生存競争の唯の殺し合いでしかない。

## 書誌情報
- 車田正美、浜崎達也『聖闘士星矢 ギガントマキア』集英社〈ジャンプ ジェイ ブックス〉、全2巻
  1. 「盟の章」2002年8月刊行、ISBN 4-08-703119-5
  2. 「血の章」2002年12月刊行、ISBN 4-08-703123-3